# Geolycosa excussa
Geolycosa excussa là một loài nhện trong họ Lycosidae.
Loài này thuộc chi Geolycosa. Geolycosa excussa được Albert Tullgren miêu tả năm 1905.